# Patricio Lara
Patricio Antonio Lara Giorgetti (Quilmes, Argentina, 15 de agosto de 1956) es un entrenador argentino de fútbol.

## Trayectoria
Después de comenzar su carrera en las divisiones juveniles de Argentino de Quilmes en 1983, dirigió varios equipos en su país natal, especialmente Atlético Tucumán en 1997 y 1998, antes de mudarse a Ecuador en 2002, como entrenador de Audaz Octubrino.
Lara estuvo al mando de Estudiantes de Cuenca en la temporada de 2003 antes de pasar a Deportivo Cuenca; inicialmente fue nombrado entrenador interino en las etapas finales de la competencia. Para la temporada de 2004, fue asistente de Julio Asad en Deportivo Cuenca antes de unirse a Emelec, también como asistente.
Lara regresó a Deportivo Cuenca en 2005, donde inicialmente fue coordinador de fútbol juvenil antes de volver al puesto de entrenador. En las siguientes cuatro temporadas, estuvo al mando de equipos de la Serie B de Ecuador, entre ellos: Liga de Loja, Deportivo Azogues, Liga de Cuenca y Tecni Club, respectivamente.
En junio de 2010, fue nombrado entrenador de la Universidad Católica. Renunció el 19 de septiembre, pero fue nombrado asistente después de la llegada de Jorge Célico.
En diciembre de 2012, regresó a Deportivo Azogues, pero renunció en mayo del año siguiente. Posteriormente, volvió a trabajar con Célico como asistente en Universidad Católica, antes de ser nombrado interino del club en julio de 2017, cuando Célico se fue a la selección de Ecuador. Después del nombramiento de Gustavo Díaz, Lara se unió al equipo de Célico.
El 2 de septiembre de 2020, fue presentado como entrenador de Orense. Dejó el equipo en el mes de mayo del año siguiente debido a los malos resultados obtenidos.
El 20 de mayo de 2022 fue designado entrenador del Deportivo Meridiano en la Segunda Categoría de Ecuador.

## Clubes

### Como segundo entrenador
| Club                 | País    | Año       | Segundo entrenador de |
| -------------------- | ------- | --------- | --------------------- |
| Universidad Católica | Ecuador | 2010-2017 | Jorge Célico          |
| Selección de Ecuador | Ecuador | 2017-2020 | Jorge Célico          |
| Ecuador sub-20       | Ecuador | 2017-2020 | Jorge Célico          |

### Como entrenador principal
| Club                                       | País    | Año         |
| ------------------------------------------ | ------- | ----------- |
| Audaz Octubrino                            | Ecuador | 2002        |
| Universidad Católica                       | Ecuador | 2010        |
| Deportivo Azogues                          | Ecuador | 2013        |
| Universidad Católica (Entrenador interino) | Ecuador | 2017        |
| Orense                                     | Ecuador | 2020 - 2021 |

## Palmarés

### Como segundo entrenador
| Campeonato          | Club           | Sede  | Año  |
| ------------------- | -------------- | ----- | ---- |
| Sudamericano Sub-20 | Ecuador sub-20 | Chile | 2019 |